# Буди-Усняцькі
Буди-Усняцькі (пол. Budy Uśniackie) — село в Польщі, у гміні Гарволін Ґарволінського повіту Мазовецького воєводства.
Населення — 76 осіб (2011).
У 1975—1998 роках село належало до Седлецького воєводства.

## Демографія
Демографічна структура станом на 31 березня 2011 року:
|          | Загалом | Допрацездатний вік | Працездатний вік | Постпрацездатний вік |
| -------- | ------- | ------------------ | ---------------- | -------------------- |
| Чоловіки | 32      | 7                  | 23               | 2                    |
| Жінки    | 44      | 9                  | 23               | 12                   |
| Разом    | 76      | 16                 | 46               | 14                   |